# Nesjavellir

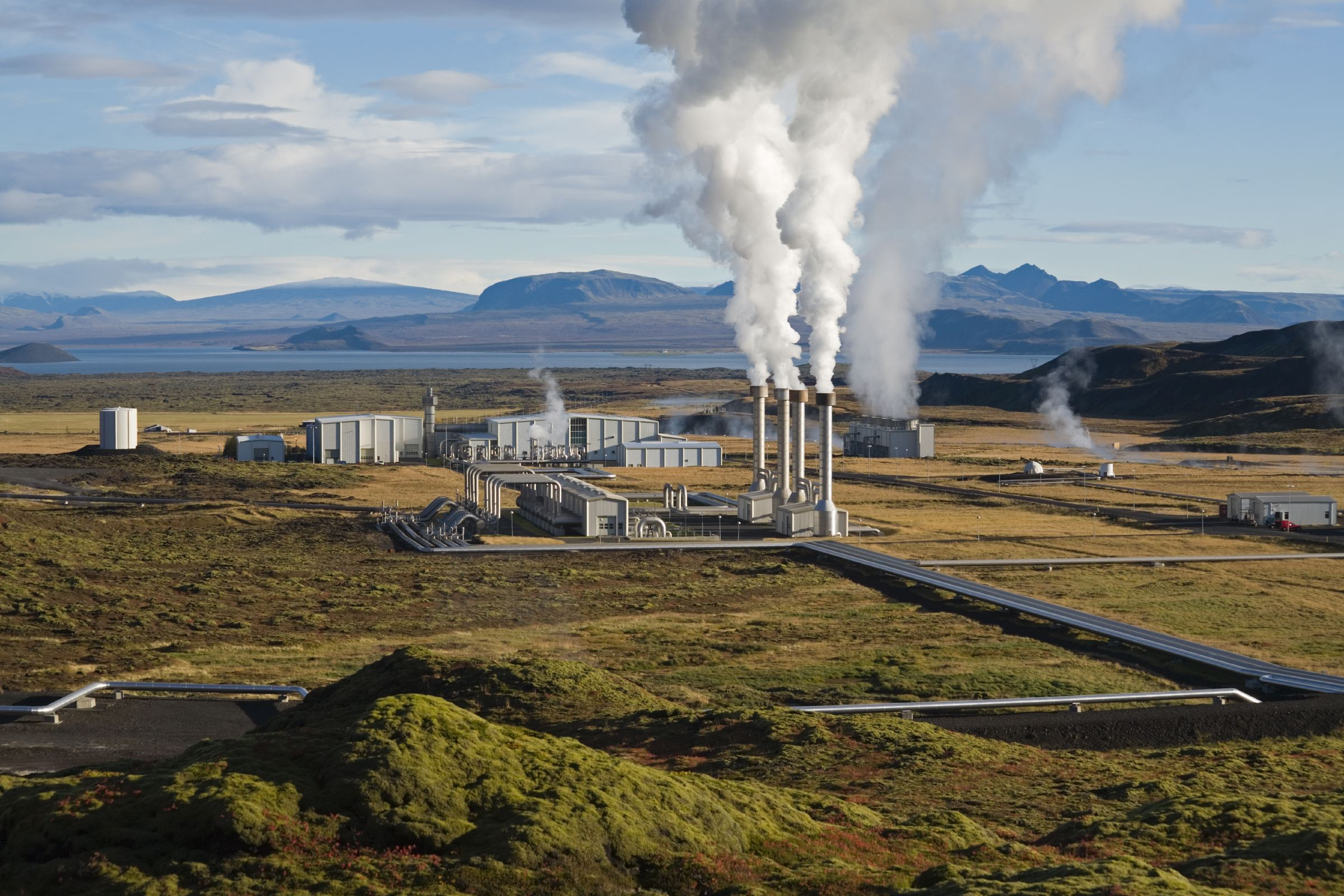
Nesjavellir

Nesjavellir is een geothermische elektriciteitscentrale in Zuidwest-IJsland aan de rand van het Hengillgebergte ten zuidwesten van het meer Þingvallavatn. Om duidelijk te maken hoe Nesjavellir werkt, wordt eerst summier een aantal basisbegrippen besproken. Zie daartoe ook bij geothermie.

## Geologie
De bouw van de Aarde is verdeeld in lagen. De aardkorst of lithosfeer is de buitenste laag, de mantel is het midden en de kern is het centrum. De lithosfeer en de mantel tezamen vormen afzonderlijk tektonische platen die ten opzichte van elkaar kunnen bewegen. Door bewegingen van de diepere lagen kunnen de platen van elkaar af of juist naar elkaar toe bewegen. Als ze uit elkaar bewegen, ontstaat er een "leegte" die door het onderliggende magma wordt opgevuld en zo nieuw materiaal in de aardkorst brengt. Wanneer de platen echter naar elkaar toe bewegen, botsen ze tegen elkaar aan, waardoor er gebergten ontstaan. Als de ene onder de andere door naar beneden schuift, ontstaan er diepe troggen.
IJsland ligt op de Midden-Atlantische rug, een onderwaterbreukzone met bergketens en troggen in de Atlantische Oceaan die een noord-zuidoriëntatie heeft. Een reeks van vulkanische breukzones deelt IJsland min of meer in tweeën. Deze breukzones komen redelijk overeen met de scheidslijn tussen de Amerikaanse en Europese tektonische platen, die met een gemiddelde snelheid van ca. 2 cm per jaar uiteendrijven.

## Geothermische hitte
Geothermaal water begint als neerslag in de vorm van regen of sneeuw. Het water zakt in de grond weg en dringt vervolgens als grondwater diep onder het aardoppervlak door. Heet, in het algemeen door magma verwarmd gesteente in de grond verhit het water, waardoor het opstijgt. De leemte die ontstaat wordt door toestromend koud water aangevuld, waardoor de ondergrondse waterstroom in stand wordt gehouden. Het verhitte water vermengt zich met het gesteente en kan diverse mineralen doen oplossen. Op deze manier kan het hete water de vaak kenmerkende rotte-eierengeur krijgen, doordat waterstofsulfide is opgelost. Chemisch onderzoek naar de concentratie van opgeloste bestanddelen in geothermaal heet water geeft aanwijzingen voor de temperatuur die er in de diepte heerst.

## Indeling
Geothermale gebieden worden in twee groepen verdeeld: lagetemperatuur- en hogetemperatuurgebieden. Deze verdeling is gebaseerd op geologische karakteristieken en de lokalisatie van de gebieden.
- Lagetemperatuurgebieden.

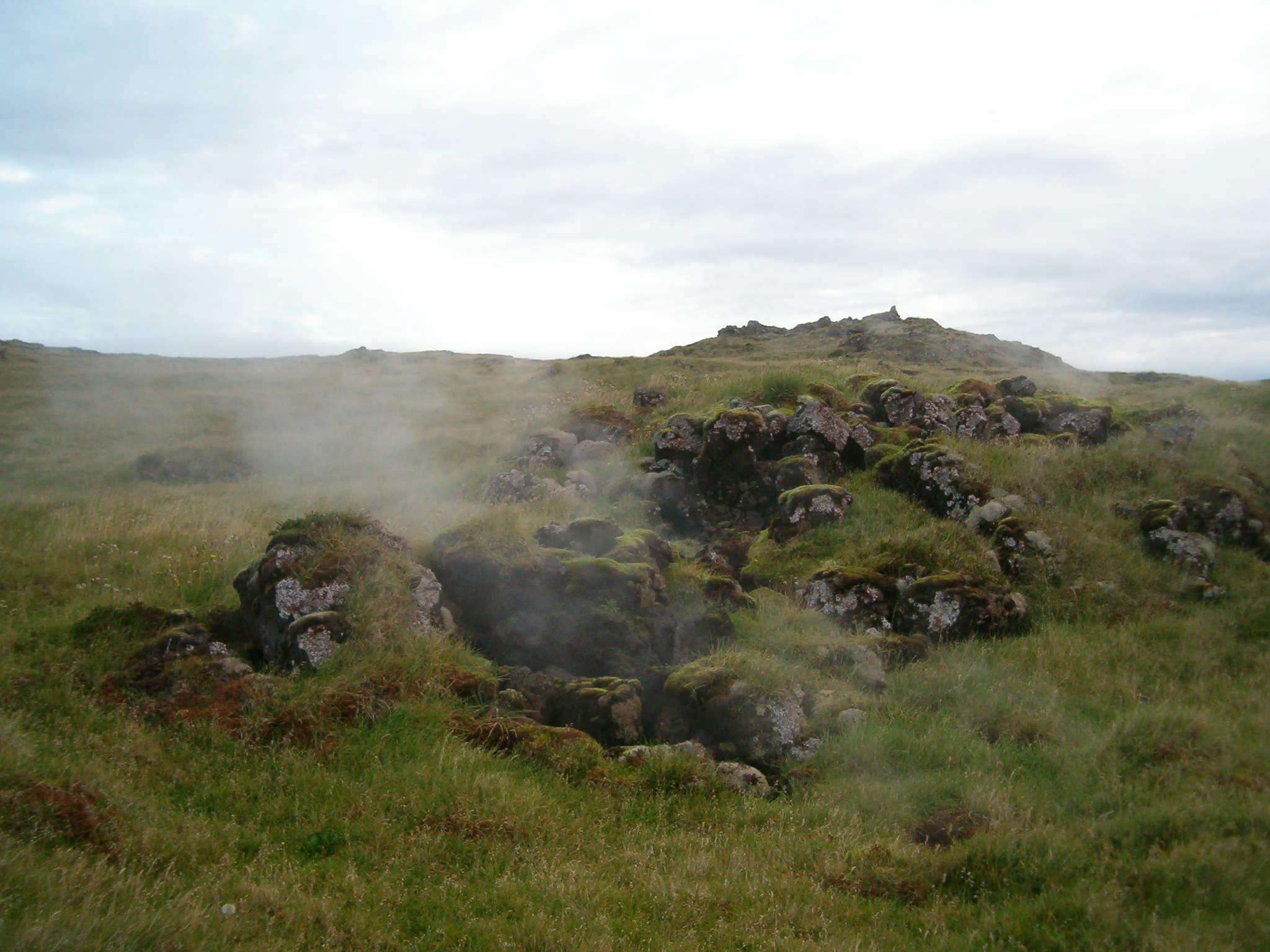
Stoom in een lagetemperatuurgebied

De definitie van een lagetemperatuurgebied is dat de temperatuur op een diepte van 1000 meter lager is dan 150° Celsius. Lagetemperatuurgebieden worden meestal gekarakteriseerd doordat er weinig tot geen veranderingen van de grondstructuur rond hete bronnen en poelen is, en de vegetatie meestal tot aan de rand doorgroeit. Stoompluimen komen op diverse plaatsen gewoon uit gaten of spleten in de grond omhoog, in bijvoorbeeld op een weiland. Omdat de concentratie aan opgeloste mineralen in het algemeen laag is, is het warme water uit deze gebieden vaak direct geschikt voor gebruik en consumptie. Er liggen ongeveer 250 lagetemperatuurgebieden verspreid over IJsland, met uitzondering van wellicht het uiterste oosten en zuidoosten. De grootste gebieden liggen in Zuid- en West-IJsland, zoals bij de IJslandse hoofdstad Reykjavík en ten noordwesten daarvan. Zo levert de bron bij Deildartunguhver 180 liter kokend water per seconde. Het is daarmee de grootste heetwaterbron van Europa.
- Hogetemperatuurgebieden.

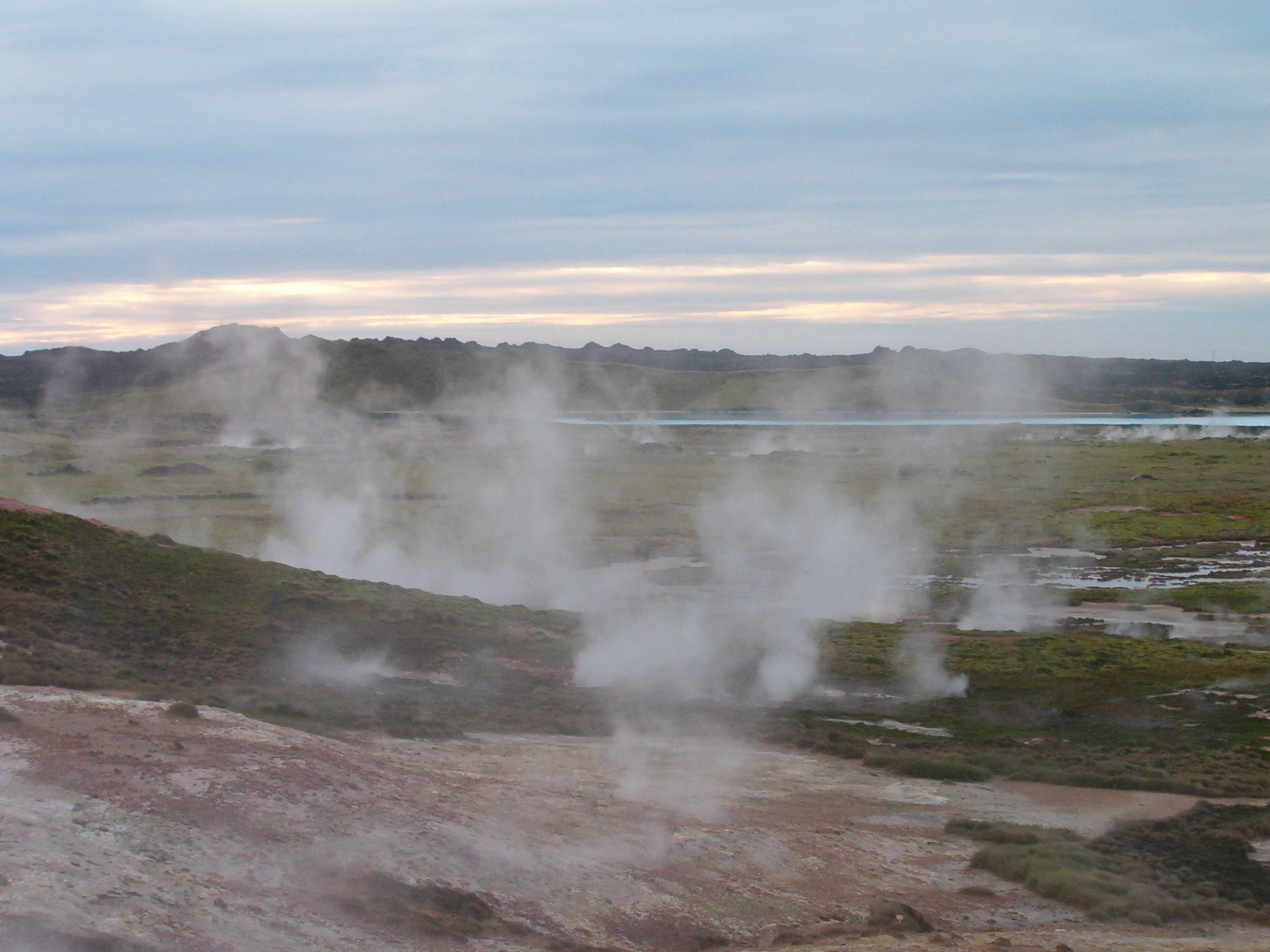
Stoom in een hogetemperatuurgebied

Deze gebieden worden voornamelijk gevonden op of direct naast vulkanische breukzones. Op IJsland zijn er ca. 25 van dergelijke gebieden. De vulkanische breukzone strekt zich over een breed gebied uit, van de zuidwesthoek diagonaal over het eiland naar het noordoosten. De temperatuur van het water op een diepte van 1000 meter is hoger dan 200° Celsius. Hoe verder ze van de breukzone afkomen te liggen, hoe meer ze de kenmerken van een lagetemperatuurgebied krijgen. Aan de oppervlakte zijn er meerdere fenomenen zichtbaar: van kokende modderpotten en waterpoelen, (oorverdovende) fluitende of brullende stoomkolommen, solfataren, fumarolen tot geisers toe. Door de opgeloste stoffen in het water is de bodem vaak zuur, waardoor vegetatie ontbreekt. Ook is de bodemtemperatuur daar vaak te hoog voor. Belangrijke hogetemperatuurgebieden op IJsland zijn er bij Krísuvík, het Hengillgebergte, Grímsvötn, Hverir en bij Mývatn met de vulkaan Krafla en de Katla. In hogetemperatuurgebieden komt het grondwater in contact met het hete gesteente, dat door het nabije aanwezige magma wordt verhit. Omdat de temperatuur zoveel hoger is, kunnen er meer mineralen en gassen in het water oplossen. Dit water is derhalve ongeschikt voor direct gebruik of consumptie. De hoge temperaturen en stoomdruk die in het gesteente opgeslagen zitten zijn echter goed te gebruiken om koud water te verwarmen en om stroom op te wekken.

## Geothermaal gebied

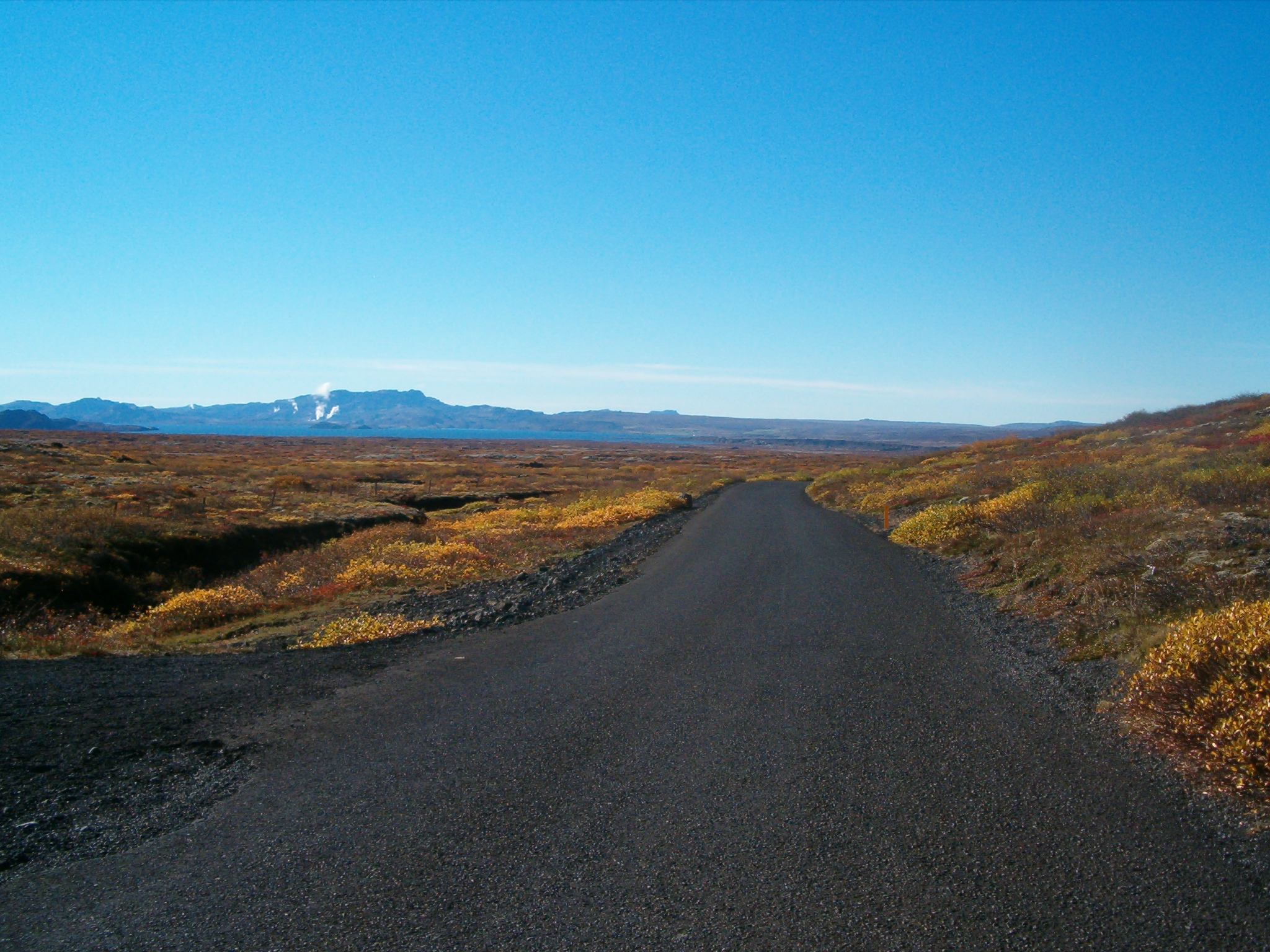
Þingvallavatn, stoompluimen van Nesjavellir aan de overkant en daarachter het Hengillgebergte

Het Hengillgebergte is een van de grootste hogetemperatuurgebieden van IJsland. Het geothermale gebied bestaat uit drie vulkaansystemen. Het Grensdalursysteem bij het plaatsje Hveragerði is het oudste. Ten noorden daarvan ligt het vulkanische gebied Hrómundartindur, dat 10.000 jaar geleden voor het laatst actief was. Ten westen daarvan ligt het nog actieve Hengillsysteem. Onderzoek heeft aangetoond dat neerslag die ten noorden van Þingvallavatn valt, ondergronds richting Hengill stroomt, waar het water vervolgens verhit wordt. Het hete water ligt op zo’n 1 tot 3 kilometer diepte. Het Hengillsysteem is sinds de laatste ijstijd meerdere malen tot uitbarsting gekomen. Tweeduizend jaar geleden werd het Nesjavellir-lavaveld neergelegd, en ontstond gelijktijdig het eiland Sandey in het Þingvallavatn (zie aldaar). In dit actieve gebied komen vele aardbevingen voor. In de periode 1993 tot 1997 werden er bijna 24.000 bevingen met een kracht hoger dan 0,5 op de schaal van Richter geregistreerd, waarvan 12.000 in het jaar 1997.

## Productie van stroom en warm water
In 1947 werd begonnen met het onderzoeken of het Hengillgebied geschikt was voor het opwekken van energie. Van 1963 tot 1968 werd bij Nesjavellir onderzoek gepleegd, en het hete water en de stoom (tot 380° Celsius) werd op een diepte van ca. 1 tot 2 kilometer diepte gevonden. Vanaf die tijd kwam de zaak in een stroomversnelling. Begin 1987 werd met de bouw begonnen, en op 29 september 1990 werd Nesjavellir in bedrijf genomen.
Het proces van Nesjavellir wordt in drie fasen verdeeld:
1. Het verzamelen en bewerken van de hete stoom uit de boorgaten
2. Het oppompen en verwarmen van koud water
3. Het opwekken van elektriciteit

Stoom vermengd met water dat uit de boorgaten komt, wordt via een pijpsysteem naar een scheidingsstation gebracht, waar de stoom van het water gescheiden wordt. De oververhitte stoom gaat (bij een temperatuur van 190° Celsius en een druk van 190 bar) naar een stoomturbine, waar de stroom wordt opgewekt. Vlakbij Þingvallavatn wordt koud water opgepompt, dat vervolgens met de gebruikte stoom wordt voorverwarmd. Daarna wordt het met het hete afgescheiden water doorverwarmd tot 85 à 90 graden. Dit verwarmde koud water bevat nog grote hoeveelheden zuurstof, dat sterk corrosief werkt. Dit wordt er, samen met andere opgeloste gassen, uitgehaald. Bij dat proces koelt het water af tot ongeveer 84 graden. Tot slot wordt er aan het warme water een kleine hoeveelheid waterstofsulfidegas gevoegd. Dat zorgt ervoor dat de laatste restjes zuurstof verdwijnen, het verlaagt de pH en draagt er zorg voor dat er geen neerslag in de transportleiding ontstaat. Dit waterstofsulfide geeft het water de karakteristieke rotte-eierengeur. Het water wordt vervolgens naar opslagtanks op de bergpiek Háhryggur gepompt. Deze piek ligt op 406 meter boven de zeespiegel. Vanaf die plaats gaat er een 23 kilometer lange bovengrondse pijpleiding met een doorsnede van 80 cm richting Reykjavík naar opslagtanks bij Reynisvatn. Deze tanks liggen op 140 meter boven de zeespiegel, en de zwaartekracht zorgt derhalve voor het transport van het water. Dit warme water stroomt met een hoeveelheid van 1100 liter/seconde door de pijpleiding, en deze leiding is zodanig geïsoleerd dat de temperatuur van het water slechts 0,8 graden afkoelt. Vanaf de tanks bij Reynisvatn wordt het water over de voorsteden Kópavogur, Garðabær, Bessastaðahreppur en Hafnarfjörður verdeeld. Reykjavík zelf heeft zijn eigen warmwatervoorziening met boorputten die verdeeld over de stad liggen.